# Gräfenhainichen
Gräfenhainichen est une ville de Saxe-Anhalt, en Allemagne, située dans l'arrondissement de Wittemberg.

## Géographie
Gräfenhainichen est située à 25 km au sud-ouest de Wittemberg, en bordure de la lande de Dübener Heide.

## Quartiers
|  | - Buchholz - Jüdenberg - Mescheide - Möhlau | - Schköna - Strohwalde - Tornau - Zschornewitz |

## Histoire
Gräfenhainichen a été mentionnée pour la première fois dans un document officiel en 1285.
À partir de l'été 2017 nait de l'esprit des artistes Chris Phillips et Raquel Fedato le WHOLE, un festival queer de musique électronique qui s'implante dès 2018 sur le site de Ferropolis, ancienne zone industrielle de la commune.

## Jumelages
- Laubach (Hesse) (Allemagne) depuis 1992
- Élancourt (France) depuis 2003
- Zoersel (Belgique) depuis 2005